# Wilhelm von und zu Liechtenstein
Fra' Wilhelm von und zu Liechtenstein (nome completo in tedesco Wilhelm Alfred Heinrich Karl Theodor Otto Gero Maria Josef; Deutschlandsberg,  29 maggio 1922 – Vienna,  27 novembre 2006) è stato un religioso austriaco, dal 1990 fino alla sua morte gran priore d'Austria dell'Ordine di Malta.

## Biografia
Il principe Wilhelm nacque nel castello di Frauenthal nel 1922, primogenito di Carlo Aloisio e di Elisabetta di Urach.
Una volta completati gli studi presso l'Università delle risorse naturali e delle scienze della vita di Vienna, lavorò come ingegnere forestale fino al 1982, anno del pensionamento.
L'11 luglio 1950 rinunciò al rango principesco per sé e i suoi discendenti, al posto del quale gli fu conferito il titolo nobiliare di conte di Hohenau dal principe e suo cugino Francesco Giuseppe II.
Sposò, con il rito civile il 19 agosto a Kitzbühel e la cerimonia religiosa il 21 agosto, la baronessa Emma von Gutmannsthal-Benvenuti (1926-1984), che morì in un incidente stradale lasciandolo vedovo.
Nel 1986 fece il suo ingresso nell'Ordine di Malta e, divenuto cavaliere professo, nel 1990 entrò in carica come Gran Priore d'Austria. Durante il suo mandato aprì l'ordine ai giovani, promosse le vocazioni, strinse rapporti con le organizzazioni umanitarie, vennero fondate quattro organizzazioni caritatevoli e furono promossi aiuti alla Romania.
Divenne Cavaliere di Giustizia nel 1991 e Balì di Gran Croce di Giustizia nel 1995. Rieletto Gran Priore per due volte, morì il 27 novembre 2006 a Vienna all'età di 84 anni a causa di una malattia.
Il funerale fu celebrato nel duomo l'11 dicembre dal cardinale Schönborn.

## Discendenza
Wilhelm von und zu Liechtenstein ed Emma von Gutmannsthal-Benvenuti ebbero quattro figli e una figlia:
- Felix Karl Wilhelm Otto Leopold Maria (Graz, 22 maggio 1951);
- Benedikt Ulrich Edmund Vinzenz Josef Maria (Vienna, 22 gennaio 1953 - 29 settembre 2019);
- Maria Theresia Hemma Elisabeth Felicia Josefa Regina (Graz, 30 dicembre 1953 - 18 agosto 2011);
- Stefan Alois Rupert Barnabas Karl Maria Heildborgh (Graz, 11 giugno 1957);
- Heinrich Christoph Felix Paul Wilhelm Maria (Graz, 20 novembre 1964).

## Ascendenza
|                                  |                    |                                          | Genitori                                             |  |  | Nonni |  |  | Bisnonni                             |  |  | Trisnonni                             |  |
|                                  |                    |                                          |                                                      |  |  |       |  |  | Francesco di Paola del Liechtenstein |  |  | Giovanni I Giuseppe del Liechtenstein |  |
|                                  |                    |                                          |                                                      |  |  |       |  |  | Francesco di Paola del Liechtenstein |  |  | Giovanni I Giuseppe del Liechtenstein |  |
|                                  |                    | Giuseppa di Fürstenberg-Weitra           |                                                      |  |  |       |  |  | Francesco di Paola del Liechtenstein |  |  |                                       |  |
| Alfredo del Liechtenstein        |                    |                                          |                                                      |  |  |       |  |  | Francesco di Paola del Liechtenstein |  |  |                                       |  |
|                                  |                    | Ewa Potocka                              | Alfred Wojciech Potocki                              |  |  |       |  |  |                                      |  |  |                                       |  |
|                                  |                    | Ewa Potocka                              | Alfred Wojciech Potocki                              |  |  |       |  |  |                                      |  |  |                                       |  |
|                                  |                    | Ewa Potocka                              | Józefina Maria Czartoryska                           |  |  |       |  |  |                                      |  |  |                                       |  |
| Carlo Aloisio del Liechtenstein  |                    | Ewa Potocka                              |                                                      |  |  |       |  |  |                                      |  |  |                                       |  |
|                                  |                    | Luigi II del Liechtenstein               | Giovanni I Giuseppe del Liechtenstein                |  |  |       |  |  |                                      |  |  |                                       |  |
|                                  |                    | Luigi II del Liechtenstein               | Giovanni I Giuseppe del Liechtenstein                |  |  |       |  |  |                                      |  |  |                                       |  |
|                                  |                    | Luigi II del Liechtenstein               | Giuseppa di Fürstenberg-Weitra                       |  |  |       |  |  |                                      |  |  |                                       |  |
| Enrichetta del Liechtenstein     |                    | Luigi II del Liechtenstein               |                                                      |  |  |       |  |  |                                      |  |  |                                       |  |
|                                  |                    | Franziska Kinsky von Wchinitz und Tettau | Franz de Paula Joseph Kinsky von Wchinitz und Tettau |  |  |       |  |  |                                      |  |  |                                       |  |
|                                  |                    | Franziska Kinsky von Wchinitz und Tettau | Franz de Paula Joseph Kinsky von Wchinitz und Tettau |  |  |       |  |  |                                      |  |  |                                       |  |
|                                  |                    | Franziska Kinsky von Wchinitz und Tettau | Therese von Wrbna und Freudenthal                    |  |  |       |  |  |                                      |  |  |                                       |  |
| Wilhelm von und zu Liechtenstein |                    | Franziska Kinsky von Wchinitz und Tettau |                                                      |  |  |       |  |  |                                      |  |  |                                       |  |
|                                  | Guglielmo di Urach | Guglielmo Federico di Württemberg        |                                                      |  |  |       |  |  |                                      |  |  |                                       |  |
|                                  | Guglielmo di Urach | Guglielmo Federico di Württemberg        |                                                      |  |  |       |  |  |                                      |  |  |                                       |  |
|                                  | Guglielmo di Urach | Wilhelmine von Tunderfeld-Rhodis         |                                                      |  |  |       |  |  |                                      |  |  |                                       |  |
| Mindaugas II di Lituania         | Guglielmo di Urach |                                          |                                                      |  |  |       |  |  |                                      |  |  |                                       |  |
|                                  |                    | Florestina di Monaco                     | Florestano I di Monaco                               |  |  |       |  |  |                                      |  |  |                                       |  |
|                                  |                    | Florestina di Monaco                     | Florestano I di Monaco                               |  |  |       |  |  |                                      |  |  |                                       |  |
|                                  |                    | Florestina di Monaco                     | Maria Carolina Gibert de Lametz                      |  |  |       |  |  |                                      |  |  |                                       |  |
| Elisabetta di Urach              |                    | Florestina di Monaco                     |                                                      |  |  |       |  |  |                                      |  |  |                                       |  |
|                                  |                    | Carlo Teodoro in Baviera                 | Massimiliano Giuseppe in Baviera                     |  |  |       |  |  |                                      |  |  |                                       |  |
|                                  |                    | Carlo Teodoro in Baviera                 | Massimiliano Giuseppe in Baviera                     |  |  |       |  |  |                                      |  |  |                                       |  |
|                                  |                    | Carlo Teodoro in Baviera                 | Ludovica di Baviera                                  |  |  |       |  |  |                                      |  |  |                                       |  |
| Amalia in Baviera                |                    | Carlo Teodoro in Baviera                 |                                                      |  |  |       |  |  |                                      |  |  |                                       |  |
|                                  |                    | Sofia di Sassonia                        | Giovanni di Sassonia                                 |  |  |       |  |  |                                      |  |  |                                       |  |
|                                  |                    | Sofia di Sassonia                        | Giovanni di Sassonia                                 |  |  |       |  |  |                                      |  |  |                                       |  |
|                                  |                    | Sofia di Sassonia                        | Amalia Augusta di Baviera                            |  |  |       |  |  |                                      |  |  |                                       |  |
|                                  |                    | Sofia di Sassonia                        |                                                      |  |  |       |  |  |                                      |  |  |                                       |  |